# Omoloj
Omoloj (rus. Омолой, jakutski: Омолой) je rijeka u Sibiru koja se ulijeva u Laptevsko more istočno od rijeke Lene. Duga je 593 km, s površinom porječja od 38,900 km2. Administrativno, porječje rijeke Omoloj dio je ruske republike Jakutije.
U porječju rijeke nalazi se zaštićeno područje površine 3325 km2. Danas izumrli beringijski stepski bizon nekada je imao svoje stanište na području Omoloja.
Rijeka se zaledi u listopadu i ostaje pod ledom do kraja svibnja ili početka lipnja.

## Tok rijeke
Rijeka teče otprilike prema sjeveru preko tundre duž doline ograničene Sietindenskim grebenom na zapadu i grebenom Kular na istoku. Oba planinska lanca dio su sustava Verhojanskog gorja. Omoloj teče kroz Istočnosibirsku nizinu u Laptevsko more. Ušće joj se nalazi na istočnoj obali zaljeva Buor-Haja.

### Pritoci
Glavni pritoci Omoloja su Kuranah-Jurjah (duga 279 km), Arga-Jurjah (190 km), Buhuruk (91 km) i Sietinde (Siétindʹé, 98 km) s njegove lijeve strane, kao i Ulahan-Kjuegjuljur (159 km) s desna.

## Vanjske poveznice
|  | Zajednički poslužitelj ima još gradiva o temi Omoloj |

- Biostratigraphy of the Late Cenozoic East Siberia (Yakutia)
- Ecological problems
- 1995 Expedition